# Mahacskala
Mahacskala (oroszul: Махачкала, avarul: МахIачхъала, kumikul: Магьачкъала, Mağaçqala) az Oroszországi Föderációhoz tartozó Dagesztáni Köztársaság fővárosa a Kaszpi-tenger partján.
Területe 466,3 km².
Lakossága: 462 412 fő (2002); 572 076 fő (a 2010. évi népszámláláskor).

## Története
Elődje Tarki város, amely ma Mahacskala egyik külvárosa és amelynek eredete a 15. századra, vagy még korábbra nyúlik vissza. A modern Mahacskalát 1844-ben alapították, mint erődöt, városi státuszt 1857-ben nyert. Eredeti neve Petrovszkoje volt (Петровское), Nagy Péter cár után, aki 1722-ben erre a vidékre látogatott, a helyiek azonban Anzsi-Kala néven ismerték. („A Föld Erődje” - a kalaa szó (قلعة) arabul és perzsául erődöt jelent). 1857-ben új nevet kapott: Petrovszk-Port (Петровск-Порт). A Mahacskala nevet 1921-től használják. 1970. május 14-en földrengés okozott nagy károkat a városban.

## Kerületei
Három közigazgatási kerülete van: Lenyinszkij, Szovjetszkij és Kirovszkij.

## Népesség
| Év   | Teljes népesség | Etnikai megoszlás (fő) | Etnikai megoszlás (fő) | Etnikai megoszlás (fő) | Etnikai megoszlás (fő) | Etnikai megoszlás (fő) | Etnikai megoszlás (fő) | Etnikai megoszlás (fő) | Etnikai megoszlás (fő) | Etnikai megoszlás (fő) | Etnikai megoszlás (fő) | Etnikai megoszlás (fő) | Etnikai megoszlás (fő) | Etnikai megoszlás (fő) | Etnikai megoszlás (fő) | Etnikai megoszlás (fő) | Etnikai megoszlás (fő) |
| Év   | Teljes népesség | Orosz                  | Kumik                  | Lezg                   | Avar                   | Dargin                 | Lak                    | Azeri                  | Tabaszaran             | Rutul                  | Cahur                  | Csecsen                | Nogaj                  | Agul                   | Zsidó                  | Tatár                  | Örmény                 |
| ---- | --------------- | ---------------------- | ---------------------- | ---------------------- | ---------------------- | ---------------------- | ---------------------- | ---------------------- | ---------------------- | ---------------------- | ---------------------- | ---------------------- | ---------------------- | ---------------------- | ---------------------- | ---------------------- | ---------------------- |
| 1926 | 32 000          | 16 086 (50,3%)         | 2445                   | 792                    | 547                    | 335                    | –                      | –                      | –                      | –                      | –                      | –                      | 18                     | –                      | –                      | –                      | –                      |
| 1939 | 86 836          | 52 514 (60,5%)         | 8117                   | 1496                   | 2058                   | 2292                   | 1675                   | 1308                   | 40                     | –                      | –                      | 439                    | 84                     | –                      | 1903                   | –                      | –                      |
| 1959 | 119 334         | 61 573 (51,6%)         | 14 575 (12,5%)         | 3624                   | 6914                   | 6387                   | 6128                   | 2070                   | 281                    | 139                    | 7                      | –                      | 139                    | 15                     | –                      | –                      | –                      |
| 1970 | 185 863         | 70 935 (38,2%)         | 26 425 (14,2%)         | 9539                   | 22 063                 | 14 002                 | 16 816                 | 2914                   | 894                    | 346                    | 50                     | 525                    | 76                     | 59                     | –                      | –                      | –                      |
| 1979 | 246 590         | 71 673 (29,1%)         | 34 878 (14,1%)         | 18 703                 | 40 206                 | 23 086                 | 26 614                 | 4238                   | 2480                   | 991                    | 182                    | 807                    | 713                    | 470                    | –                      | –                      | –                      |
| 1989 | 314 767         | 67 815 (21,5%)         | 45 059 (14,3%)         | 30 117                 | 60 238                 | 34 898 (11,1%)         | 36 151                 | 5472                   | 4897                   | 2317                   | 1485                   | 1361                   | 1005                   | 1282                   | –                      | –                      | –                      |
| 2002 | 462 412         | 42 125 (9,1%)          | 64 124 (13,9%)         | 62 810                 | 122 765 (26,5%)        | 63 493 (13,7%)         | 67 323 (14,6%)         | 6475                   | 10 285                 | 5595                   | 1711                   | 1287                   | 1450                   | 3161                   | –                      | –                      | –                      |
| 2010 | 696 885         | 37 641 (5,4%)          | 133 592 (19,2%)        | 88 604 (12,7%)         | 186 088 (26,7%)        | 106 631 (15,3%)        | 86 089 (12,4%)         | 6333                   | 14 086                 | 8673                   | 3167                   | 1179                   | 6330                   | 6581                   | 2139                   | 1501                   | –                      |

## Sport
A város legnépszerűbb sportja a labdarúgás, legeredményesebb csapata az Anzsi és a Gyinamo.

## Testvérvárosai
- Yalova, Törökország

## Fordítás
- Ez a szócikk részben vagy egészben  a   Makhachkala című angol Wikipédia-szócikk ezen változatának fordításán alapul.  Az eredeti cikk szerkesztőit annak laptörténete sorolja fel. Ez a jelzés csupán a megfogalmazás eredetét és a szerzői jogokat jelzi, nem szolgál a cikkben szereplő információk forrásmegjelöléseként.